# NGC 92
NGC 92 là một thiên hà xoắn ốc không thanh tương tác bị biến dạng rất cao trong Bộ tứ của Robert; nó đang tương tác với ba thiên hà lân cận NGC 87, NGC 88 và NGC 89.